# جنوبی آلموشوک
جنوبی آلموشوک (به ازبکی: Janubiy Olamushuk) یک منطقهٔ مسکونی در ازبکستان است که در شهرستان جلال‌قدوق واقع شده‌است. جنوبی آلموشوک ۶٬۱۸۴ نفر جمعیت دارد.